# It Just Gets Worse
It Just Gets Worse je šesti studijski album američkog grindcore sastava Anal Cunt. Objavljen je 9. studenog 1999. pod izdavačkom kućom Earache Records.
Album je sniman od kolovoza 1998. do kolovoza 1999., većinom nakon njihove turneje po Japanu. Na njemu gostuju Choke iz sastava Slapshot.

## Popis pjesama
| 1.    | »I Became a Counselor So I Could Tell Rape Victims They Asked for It«                       | 0:43 |
| 2.    | »Easy E Got AIDS from Freddie Mercury«                                                      | 0:42 |
| 3.    | »I Like Drugs and Child Abuse«                                                              | 0:22 |
| 4.    | »Laughing While Leonard Peltier Gets Raped in Prison«                                       | 0:41 |
| 5.    | »I Convinced You to Beat Your Wife on a Daily Basis«                                        | 0:51 |
| 6.    | »I Sent Concentration Camp Footage to America's Funniest Home Videos«                       | 0:34 |
| 7.    | »Rancid Sucks (And The Clash Sucked Too)«                                                   | 0:40 |
| 8.    | »I Paid J. Howell to Rape You«                                                              | 1:44 |
| 9.    | »I Pushed Your Wife in Front of the Subway«                                                 | 0:46 |
| 10.   | »Extreme Noise Terror Are Afraid of Us«                                                     | 0:29 |
| 11.   | »You Rollerblading Faggot«                                                                  | 0:31 |
| 12.   | »I Sent a Thank You Card to the Guy Who Raped You«                                          | 0:29 |
| 13.   | »I Lit Your Baby on Fire«                                                                   | 1:56 |
| 14.   | »Body by Auschwitz«                                                                         | 1:02 |
| 15.   | »I Intentionally Ran Over Your Dog«                                                         | 0:30 |
| 16.   | »Sweatshops Are Cool«                                                                       | 0:47 |
| 17.   | »Women: Nature's Punching Bag«                                                              | 0:57 |
| 18.   | »I Snuck a Retard into a Sperm Bank«                                                        | 0:30 |
| 19.   | »Your Kid Committed Suicide Because You Suck«                                               | 1:02 |
| 20.   | »I Ate Your Horse«                                                                          | 0:50 |
| 21.   | »Hitler Was a Sensitive Man«                                                                | 0:49 |
| 22.   | »You Robbed a Sperm Bank Because You're a Cum Guzzling Fag«                                 | 0:28 |
| 23.   | »I Made Your Kid Get AIDS So You Could Watch It Die«                                        | 0:53 |
| 24.   | »I Fucked Your Wife«                                                                        | 0:40 |
| 25.   | »Into the Oven«                                                                             | 1:42 |
| 26.   | »I Gave NAMBLA Pictures of Your Kid«                                                        | 0:52 |
| 27.   | »The Only Reason Men Talk to You is Because They Want to Get Laid, You Stupid Fucking Cunt« | 1:02 |
| 28.   | »I Made Fun of You Because Your Kid Just Died«                                              | 0:28 |
| 29.   | »Domestic Violence Is Really, Really, Really Funny«                                         | 0:42 |
| 30.   | »Dictators Are Cool«                                                                        | 0:35 |
| 31.   | »Deadbeat Dads Are Cool«                                                                    | 0:43 |
| 32.   | »I'm Really Excited About the Upcoming David Buskin Concert«                                | 0:45 |
| 33.   | »Being Ignorant Is Awesome«                                                                 | 1:03 |
| 34.   | »You're Pregnant, So I Kicked You in the Stomach«                                           | 0:28 |
| 35.   | »Chris Barnes Is a Pussy«                                                                   | 1:04 |
| 36.   | »Tim Is Gay«                                                                                | 1:30 |
| 37.   | »BT/A.C.«                                                                                   | 0:41 |
| 38.   | »I Sold Your Dog to a Chinese Restaurant«                                                   | 0:49 |
| 39.   | »I Got an Office Job for the Sole Purpose of Sexually Harassing Women«                      | 0:58 |
| 30:02 |                                                                                             |      |

## Produkcija
- Seth Putnam - vokal
- Josh Martin - gitara
- Nate Linehan - bubnjevi, prateći vokal

Gosti
- Choke (Slapshot) - prateći vokal na 1-3, 5, 7, 8, 9, 13, 16, 18, 19, 21-24, 26-29, 31, 34 i 36
- Anal Cunt Gestapo - prateći vokal na 5, 21, 35 i 36